# ザルツァハ川
ザルツァハ川（ザルツァハがわ、ドイツ語:Salzach、バイエルン・オーストリア語:Soizach）は、オーストリアとドイツを流れる河川。イン川の支流で、長さは225km。水源はザルツブルク州のクリムル近郊のキッツビュール･アルプス。
Salzとはドイツ語で塩を意味し、19世紀までこの川は、塩を船で輸送するのに使用されていた。その後、塩の運搬は鉄道が代替することになった。ザルツブルク州の州内を、南西から北に向かって流れており、この川沿いに都市が発展している。